# Татт, Дэвис
Дэвис Кейси Татт (англ. Davis Kasey Tutt; 1836, Йеллвилл, Арканзас — 21 июля 1865, Спрингфилд, Миссури) — американский азартный игрок Дикого Запада и бывший солдат Конфедерации, наиболее известный тем, что был убит во время перестрелки Диким Биллом Хикоком в 1865 году.

## Биография
Дэвис Татт родился в городе Йеллвилле, штат Арканзас. Его отцом был Хэнсфорд Татт, член влиятельной семьи в округе Мэрион, а матерью Нэнси Энн Роуз. Когда он был мальчиком, семья Татта оказалась вовлечённой в войну с семьёй Эвереттов, во время которой его отец и другие члены семьи были убиты.
Во время гражданской войны он завербовался в 27-й Арканзасский пехотный полк в 1862 году и воевал за Конфедеративные Штаты Америки на транс-миссисипском театре военных действий. Покинув армию, Дэвис Татт решил отправиться на Запад и приехал в город Спрингфилд, штат Миссури. Именно там он встретил Дикого Билла Хикока.
Несмотря на то, что во время войны они служили на разных сторонах фронта, бывшие солдаты стали друзьями и часто играли вместе в азартные игры. Татт иногда давал Хикоку взаймы деньги. Ночью 20 июля 1865 года Хикок проиграл в очередной раз, при этом деньги он опять взял у Татта в долг. Ссора между ними произошла из-за того, что Хикок не выплатил деньги, которые он задолжал, и усугубилась тем, что Татт взял часы Хикока в качестве залога. Хикок разрешил Татту взять их, но предупредил, чтобы он никогда не носил его часы на публике. Узнав, что Дэвис Татт пренебрёг его просьбой, Хикок пришёл в ярость.
На следующий день бывшие друзья встретились на городской площади. Их разделяло около 25 метров. Каждый сделал по одному выстрелу. Татт промахнулся, а выстрел Хикока оказался смертельным — пуля пробила сердце. Это был первый зафиксированный пример дуэли ганфайтеров, который принёс славу Дикому Биллу Хикоку. С тех пор эта перестрелка стала одной из самых известных на Диком Западе.